# Ernests Mālers
Ernests Mālers (6 de fevereiro de 1903 — 1 de fevereiro de 1982) foi um ciclista letão de ciclismo de pista. Nos Jogos Olímpicos de Verão de 1928 em Amsterdã, competiu representando a Letônia na prova de perseguição por equipes de 4 km, terminando na nona posição.